# Мещеринская волость
Мещеринская волость — волость в составе Коломенского уезда Московской губернии. Существовала до 1929 года. Центром волости было село Мещерино.
По данным 1922 года в Мещеринской волости было 10 сельсоветов: Аксиньинский, Бобровский, Егановский, Зевеловский, Ивантеевский, Мещеринский, Новоселковский, Сапроновский, Федоровский и Щербининский.
В 1923 году Новоселковский с/с был преобразован в Антюшихинский, а Ивантеевский — в Шменаевский.
В 1924 году Антюшихинский с/с был преобразован в Новоселковский.
В 1925 году были образованы Городнянский, Ореховский и Скрябинский с/с. Новоселковский с/с был снова переименован в Антюшихинский.
В ходе реформы административно-территориального деления СССР в 1929 году Мещеринская волость была упразднена.